# Kołkowo
Kołkowo ist ein Ort in der polnischen Woiwodschaft Ermland-Masuren, der zur Stadt- und Landgemeinde Gołdap (Goldap) im Kreis Gołdap gehört.
Kołkowo liegt im Nordosten der Woiwodschaft Ermland-Masuren am Südostufer des Jezioro Kołki auf der Westseite des Jarka (Jarke)-Flusses. Die Kreisstadt Gołdap (Goldap) ist in fünf Kilometern in nordwestlicher Richtung erreichbar.

## Geschichte
Die Entstehung des Dorfes Kołkowo ist nicht zu datieren und eine früher mit deutschem Namen belegbare Siedlung nicht nachzuweisen. Das Dorf ist eine Ortschaft im Verbund der Stadt- und Landgemeinde Gołdap im Powiat Gołdapski, bis 1998 der Woiwodschaft Suwałki, seither der Woiwodschaft Ermland-Masuren zugehörig.

## Religionen
Kirchlich sind die Dorfbewohner zur katholischen Pfarrkirche in Górne (Gurnen) im Bistum Ełk der Katholischen Kirche in Polen orientiert bzw. zur evangelischen Kirchengemeinde in Gołdap, einer Filialgemeinde der Pfarrei Suwałki in der Diözese Masuren der Evangelisch-Augsburgischen Kirche in Polen.

## Verkehr
Kołkowo lediglich auf einem Landweg zu erreichen, der bei Galwiecie (Gehlweiden) von der Woiwodschaftsstraße DW 651 abzweigt. Die den Ort berührende Trasse der Bahnstrecke Ełk–Tschernjachowsk (Lyck–Insterburg) mit der nächsten Bahnstation in Górne wird nicht mehr betrieben.